# Кардиоптерисовые
Кардиоптерисовые (лат. Cardiopteridaceae) — семейство двудольных цветковых растений, входящее (согласно системе APG II) в порядок Падубоцветные (Aquifoliales). В более ранних классификационных системах оно включалось в порядок Бересклетоцветные (Celastrales). Оно включает в себя 5 родов, распространённых в субтропических районах Юго-Восточной Азии и Австралии.

## Ботаническое описание

### Морфология
Кардиоптерисовые являются травянистыми растениями с попеременно расположенными листьями, простыми и с черешками. Цветы двуполые, расположенные группами в соцветиях на отпочкованных стебельках. Плоды — крылатки.

## Роды
- Cardiopteris Wall. ex Royle
- Citronella D.Don
- Dendrobangia Rusby
- Gonocaryum Miq.
- Leptaulus Benth.

Ранее относимые к семейству роды помещают в другие семейства:
- Metteniusa H.Karst. помещают в семейство Metteniusaceae
- Pseudobotrys Moeser помещают в семейство Икациновые (Icacinaceae)